# Мишаков, Семён Егорович
Семён Его́рович Мишако́в (1902 — ???) — забойщик шахты № 19 треста «Богураевуголь» комбината «Ростовуголь», Герой Социалистического Труда.

## Биография
Родился в 1902 году в деревне Сорокино, ныне Ртищевского района Саратовской области.
Детство и юность провел в деревне. В 1923 году был призван в Красную Армию. В 1927 году приехал в поселок (ныне город) Белая Калитва Ростовской области. Проработав некоторое время грузчиком на каменных карьерах, начал работать на шахте № 10 треста «Богураевуголь». Когда до Богураевских шахт донеслась первая весть о достижении Алексея Стаханова, первым подхватил призыв инициатора нового движения и начал работать новыми, стахановскими методами. В 1932 году вступил в ВКП(б)/КПСС.
С началом Великой Отечественной войны был эвакуирован в Среднюю Азию и работал на шахте Кзыл-Кия (Киргизия). В июле 1944 года из Саратовской области был призван в Красную Армию. Участвовал в сражениях на подступах к Риге, в штурме Кёнигсберга, в боях за Пиллау. В 1945 году — стрелок 1-й стрелковой роты 99-го гвардейского стрелкового полка 31-й гвардейской стрелковой дивизии 11-й гвардейской армии, гвардии рядовой. Был дважды ранен (07.10.1944 и 26.04.1945). Награждён медалью «За отвагу».
После окончания Великой Отечественной войны вернулся в трест «Богураевуголь» комбината «Ростовуголь» и стал работать забойщиком на шахте № 19. Организовал стахановскую школу, где учил молодых забойщиков наиболее рациональным приемам труда. Годовой план 1946 года Мишаков выполнил на 140 %, план следующего года — на 164 %, в 1948 года — на 169 %.
Указом Президиума Верховного Совета СССР от 28 августа 1948 года за выдающиеся успехи в деле увеличения добычи угля, восстановления и строительства угольных шахт и внедрения передовых методов работы, обеспечивших значительный рост производительности труда Мишакову Семену Егоровичу присвоено звание Героя Социалистического Труда с вручением ордена Ленина и золотой медали «Серп и Молот».
Сведения о дальнейшей судьбе отсутствуют.

## Награды и звания
- Герой Социалистического Труда
- Орден Ленина (дважды)
- Медаль «За отвагу» (7.6.1945)[1]
- другие медали.